# Mercedes Abadová
Mercedes Abadová (v nepřechýlené formě Mercedes Abad; * 3. února 1961 Barcelona) je španělská spisovatelka a novinářka.

## Život
Studovala na barcelonské univerzitě informatiku.
Při konkurzu na televizní pořad si poranila meniskus a během rekonvalescence napsala svůj první román. Úspěch zaznamenalo až další dílo, Ligeros libertinajes sabáticos, za které získala cenu Premio La Sonrisa Vertical.
Spolupracuje s různými periodiky a také divadlem.

## Dílo
- Ligeros libertinajes sabáticos, 1986
- Felicidades conyugales, 1989
- Sólo dime donde lo hacemos, 1991
- Soplando al viento, 1995
- Sangre, 2000
- Amigos y fantasmas, 2004
- El vecino de abajo, 2007
- Leyendas de Bécquer, 2007
- Media docena de robos y un par de mentiras, 2009
- La niña gorda, 2014